# Kevin Diks
Kevin Diks (ur. 6 października 1996 w Apeldoorn) – indonezyjski piłkarz występujący na pozycji obrońcy w niemieckim klubie Borussia Mönchengladbach. Młodzieżowy reprezentant Holandii.

## Kariera klubowa
Diks występował w młodzieżowych drużynach VIOS Vaassen (2002–2004), AGOVV Apeldoorn (2004–2005) oraz SBV Vitesse (2005–2014). W 2014 został przesunięty do pierwszego zespołu Vitesse, w którym zadebiutował w Eredivisie w wieku 17 lat. W latach 2014–2016 rozegrał w barwach Vitesse 52 spotkania ligowe, w których zdobył 2 bramki.
W 2016 przeszedł do włoskiego zespołu ACF Fiorentina. Zimą 2017 został wypożyczony do Vitesse, z którym zwyciężył w Pucharze Holandii. W sezonie 2017/18 udał się na wypożyczenie do Feyenoordu, z którym również zdobył Puchar Holandii. W styczniu 2019 został wypożyczony do Empoli, jednak w tym zespole nie rozegrał ani jednego spotkania. Następnie, w latach 2019–2021, był wypożyczony do Aarhus GF.
Latem 2021 został wykupiony z Fiorentiny przez FC Kopenhaga. Z tym zespołem podpisał czteroletni kontrakt. Zdobył z nim trzy mistrzostwa Danii (2022, 2023, 2025) oraz dwa puchary kraju (2023, 2025). W jego barwach rozegrał 105 spotkań w Superligaen, w których strzelił 12 goli.
Latem 2025 przeszedł do Borussii Mönchengladbach, z którą podpisał umowę do 2030.

## Kariera reprezentacyjna
Diks występował w młodzieżowych reprezentacjach Holandii, w których rozegrał łącznie 16 spotkań. W 2024 zdecydował się na reprezentowanie kraju pochodzenia swojej matki, Indonezji. W reprezentacji Indonezji zadebiutował 15 listopada 2024 w przegranym 0:4 spotkaniu eliminacji do Mistrzostw Świata 2026 z Japonią.